# Pemon
Pemon (Pemong), pleme ili grupa plemena američih Indijanaca porodice Cariban, naseljeni u području poznatom kao Gran Sabana i dolinama rijeka Caroní, Carun i donja Paragua, u državi Bolívar, Venezuela. Pemoni se sastoje od tri različite skupine, to su Camaracoto u dolinama Kamarata, Uriman i dijelom uz Paragua. Južna skupina poznata je kao Taurepan (Taurepang ili Taulipang), i sjeverna kao Arekuna ili Arecuna. Ove skupine govore srodnim dijalektima, od kojih se Camaracoto možda razlikuju.

## Život i običaji
Direktnih kontakata s Europljanima sve do iza 1900. bilo je minimalno. Populacija Pemona iznosila je 1970.  8,000, a 1982, popisano ih je 11,600. Pemoni su lovci, ribari, sakupljači i obrađivači tla, posijeci-i-spali. Uzgagaju gorku manioku, batatu, ocumo, banane, kukuruz i drugo. Pamuk uzgajaju zbog izrade visećih ležaljki-hamaka. Uzgoj duhana su zanemarili jer su u mogućnosti nabaviti komercijalne cigarete. Lov je danas značajan, hvata se tapir, jelen, pekari, paka, aguti i ptice, a u njega se ide puškom. U prehranu također ulaze i palmino voće, neki leteći insekti i larve.   
Kao obrtnici vješti su u pletenju spomenutih hamaka ili visećih mreža za spavanje, i mreža za nošenje malene djece; izradi dugout kanua, (monoksila), koji se dube u jednom komadu drveta; nadalje u košaraštvu (dekorirane košare), izradi glinenih lonaca i ogrlica od trgovačkih bisera.
Posao je podijeljen na muški i ženski. tako muškarci idu u lov, ribolov (kod nekih papuanskih plemena to je ženski posao), pletenje košara, gradnja kuća i sakupljanje divlje hrane. Ženama je posao u polju, kuhanju, pletenju pamučnih artikala, izradi piva od manioke, posao oko djece. 
Terminologija sistema srodstva je irokeškog tipa s nekim varijacijama (za bratića). Kreolski termini, posebno za šurjaka, koriste se kod bilingualnih Pemona. Za tradicionalne Pemone osobno ime je tabu, a ono je čest slučaj kod južnoameričkih Indijanaca.
Brak je uglavnom monogaman, ali dozvoljena je i poliginija, a oko 8% Pemona ima dvije ili više žena, koje su veoma često sestre (sororat). Bračnih ceremonija nema. Settlement se sastoji od dva do tri domaćinstva, čije su obitelji uglavnom nuklearne. 
Vjeruju u različite duhove s kojima komuniciraju šamani, zaduženi i za liječenje bolesnih. 

## Vanjske poveznice
- Pemon